# M-84
De M-84 is een gevechtstank die in voormalig Joegoslavië werd ontwikkeld en in 1984 in dienst kwam bij het Joegoslavisch Volksleger. Vandaag de dag is de tank, en doorontwikkelde varianten ervan, in gebruik bij de legers van Bosnië en Herzegovina, Koeweit, Kroatië, Servië en Slovenië.

## Ontwikkeling
De M-84 werd tussen 1979 en 1983 ontwikkeld door het Militair Technisch Instituut in Servië. Het is in feite een in licentie geproduceerde variant van de Russische T-72, maar dan aangepast met een aantal Joegoslavische componenten. Bij de productie waren vele Joegoslavische bedrijven betrokken, waarvan Đuro Đaković in Kroatië, waar de assemblage gebeurde, en FAMOS in Bosnië en Herzegovina, waar de motor werd gebouwd, de voornaamste zijn. Van de initiële tank werden tussen 1984 en 1987 een kleine 150 stuks gemaakt.
Eind jaren 1980 werd de tank die de M-84 moest opvolgen reeds ontwikkeld. Van deze "M-90" Vihor werden naar verluidt slechts twee prototypes gemaakt. Het uiteenvallen van Joegoslavië betekende het einde van dit project. Kroatië ontwikkelde op basis ervan de "M-95" Degman.

## Export naar Koeweit

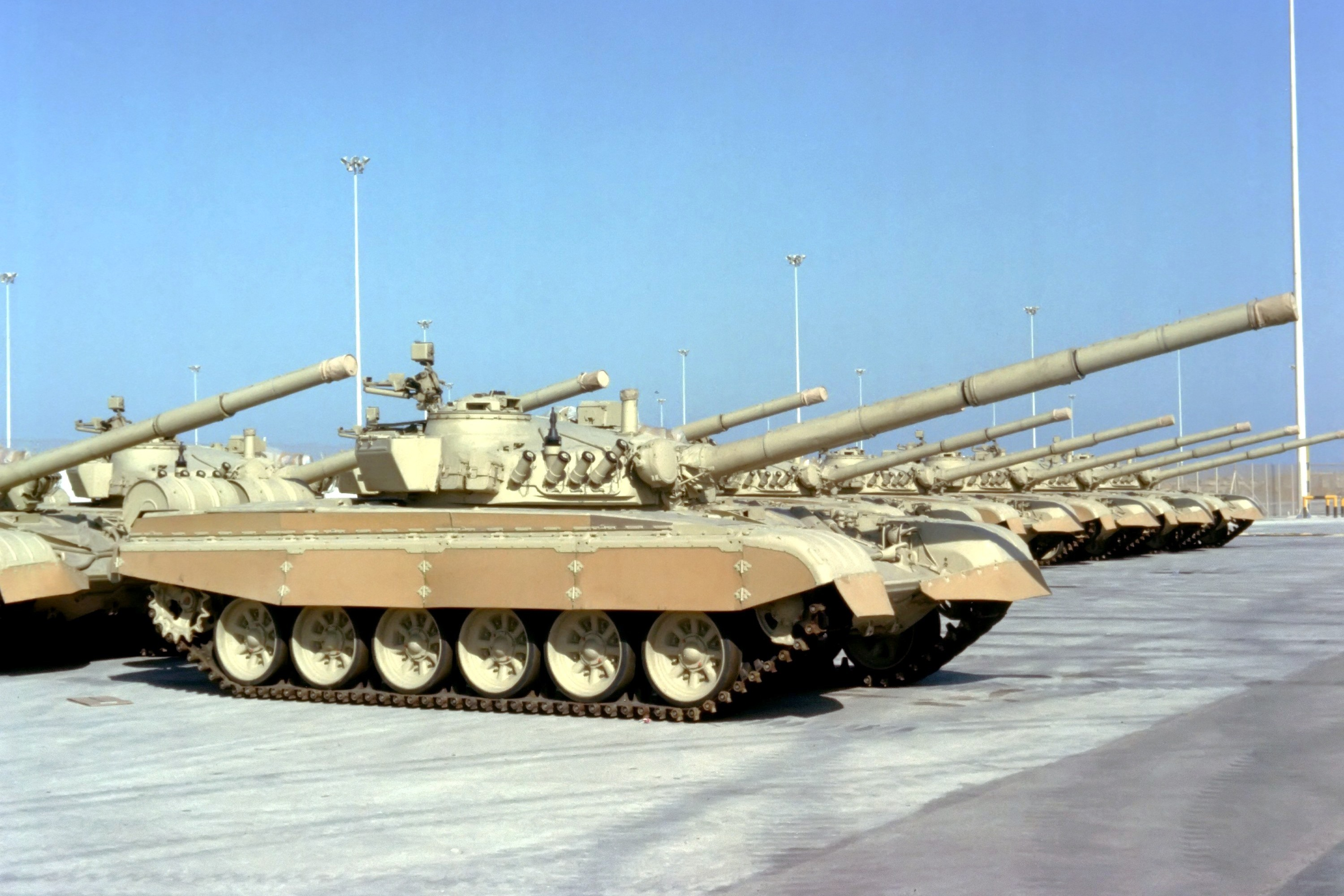
Koeweitse M-84AB's kort na de Golfoorlog.

In 1988 werd de verbeterde "M-84A" in productie genomen, met een nieuw digitaal vuurcontrolesysteem en laserafstandsmeter. Er werd ook een sterkere motor van 1000 pk geïnstalleerd. Rond die tijd bestelde Koeweit er 170. De versie voor Koeweit kreeg de designatie "M-84AB", en kreeg een nieuw communicatiesysteem. Koeweits 35e Al-Shaheed-pantserbrigade was uitgerust met 70 stuks toen de oorlog met Irak uitbrak. Ze namen deel aan de Westerse coalitie die Koeweit heroverde.
Midden jaren 1990 vroeg Koeweit ook om bergingsvoertuigen die op korte termijn geleverd moesten worden. Om die reden werd hiervoor de Poolse WZT-3 in licentie gebouwd, met de designatie "M-84AI".

## Uiteenvallen van Joegoslavië

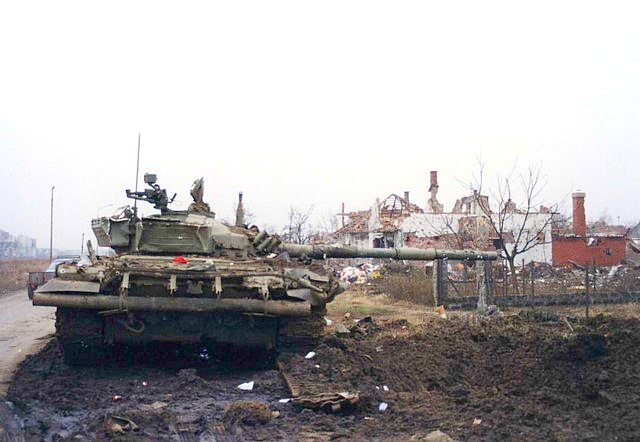
Een M-84 van het Volksleger die in november 1991 met een mijn werd uitgeschakeld tijdens de Slag om Vukovar in Kroatië.

Toen de Joegoslavische federatie begin jaren 1990 uit elkaar viel ontstond een reeks bloedige burgeroorlogen. Initieel probeerde het Volksleger het separatisme de kop in te drukken. Tijdens de Tiendaagse Oorlog met Slovenië werden M-84's ingezet om barricades te doorbreken en sleutelposities te heroveren. Zo'n twintig tanks gingen daarbij verloren.
Slovenië werd vervolgens al vrij snel opgegeven en erfde de tanks die zich op het grondgebied bevonden. Het land heeft er momenteel 54, die later gemoderniseerd werden tot de "A4" Sniper, die in Kroatië was doorontwikkeld. Omwille van budgettaire redenen zijn er maar negentien stuks werkelijk in dienst.
Het conflict evolueerde naar oorlogen tussen Serviërs, Kroaten en Bosniërs. Tijdens de Kroatische Onafhankelijkheidsoorlog gingen veel tanks verloren door raketwerpers. Het frontale pantser bleek zeer effectief tegen allerhande wapens, maar als een tank aan de zijkant doorslagen werd, ging hij vaak verloren doordat de munitievoorraad in de romp explodeerde.
In de Bosnische Burgeroorlog werden vooral T-55's ingezet. De Servische Republiek had enkele tientallen M-84's van het Volksleger, die onder meer bij het beleg van Sarajevo werden gebruikt. Bosnië heeft tegenwoordig zestien M-84's in dienst. In 2008 werden zeker vijftig stuks terzijde gezet om te besparen.

## Doorontwikkeling in Kroatië
Kroatië liet tussen 1996 en 2003 een veertigtal verbeterde "M-84A4" Snipers bouwen door Đuro Đaković. Andere tanks werden gemoderniseerd. Ze kregen onder meer een nieuw dag/nachtzicht, vuurcontrolesysteem en kanonstabilisatie. Ook kregen ze een nieuwe motor van 1100 pk van Duitse origine.
Het type werd nadien verder verbeterd tot "M-84D", met onder meer een nieuwe motor van 1200 pk en een snellere automatische lader. Ook wordt nagedacht over een 120 mm-kanon van het Zwitserse RUAG, omdat 120 mm de NAVO-standaard is. Omwille van financiële redenen werden slechts twee tanks tot deze standaard aangepast.
In totaal heeft het land 76 exemplaren. 52 ervan zouden tegen 2020 op A5-standaard gebracht worden. De andere zouden dan in reserve worden gehouden.

## Doorontwikkeling in Servië

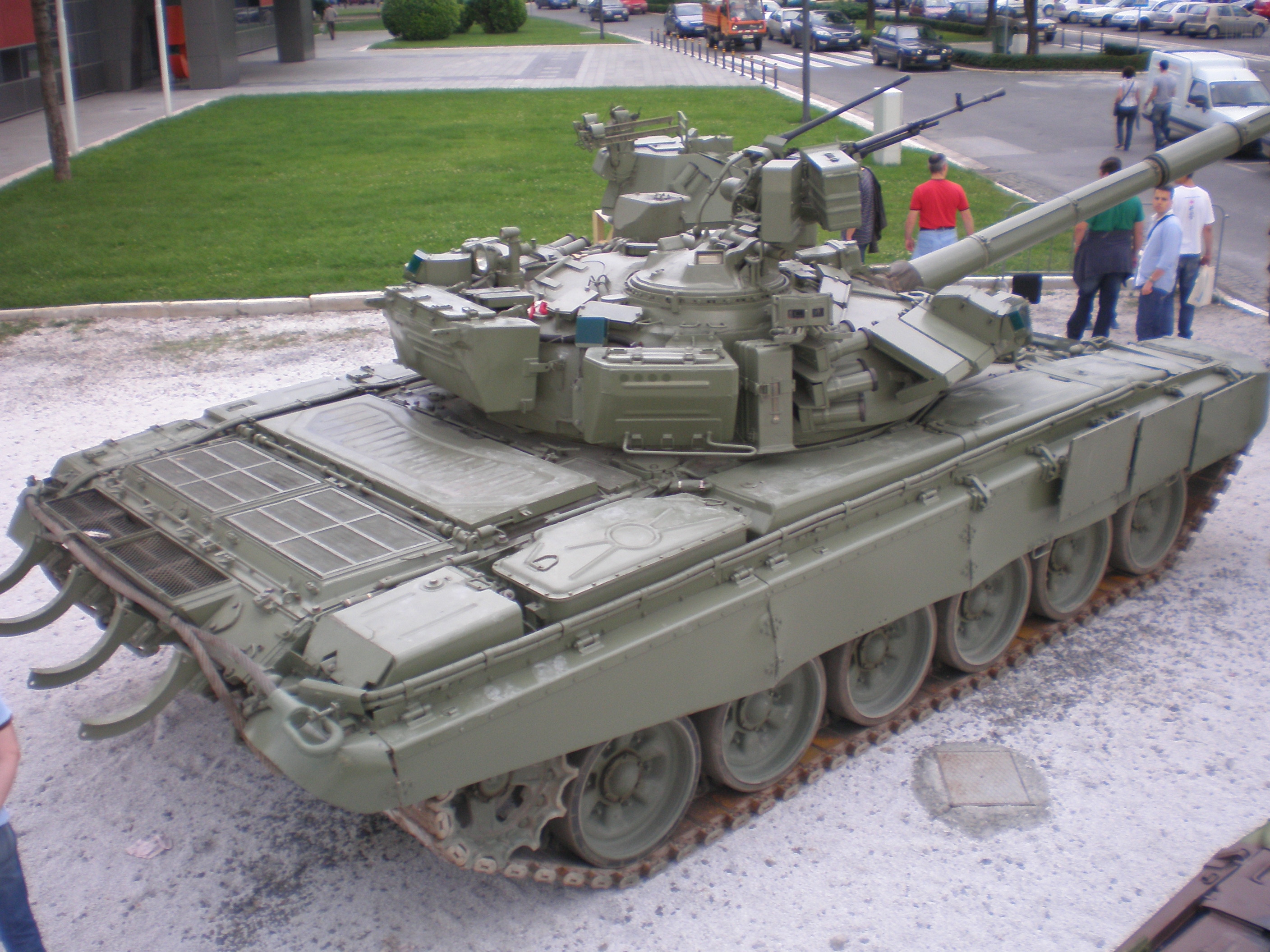
Een tentoongestelde M-84AS in juni 2009.

Serviës M-84's werden op gelijkaardige manier verbeterd tot de "M-84AS", die in 2004 verscheen. Deze variant heeft veel weg van de Russische T-90. Ook de AS heeft een motor van 1200 pk gekregen, naast nieuwe bepantsering – onder meer het reactief pantser Kontakt-5 dat ook de T-90 heeft – en systemen.
Servië heeft in totaal 212 M-84's, en plant deze tegen 2020 allemaal te moderniseren tot de AS-standaard.